# Estadio Central Coast

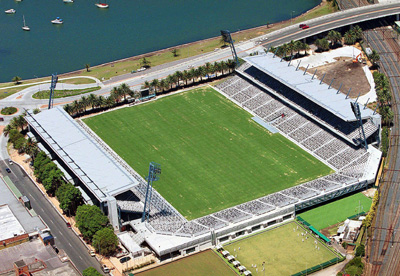
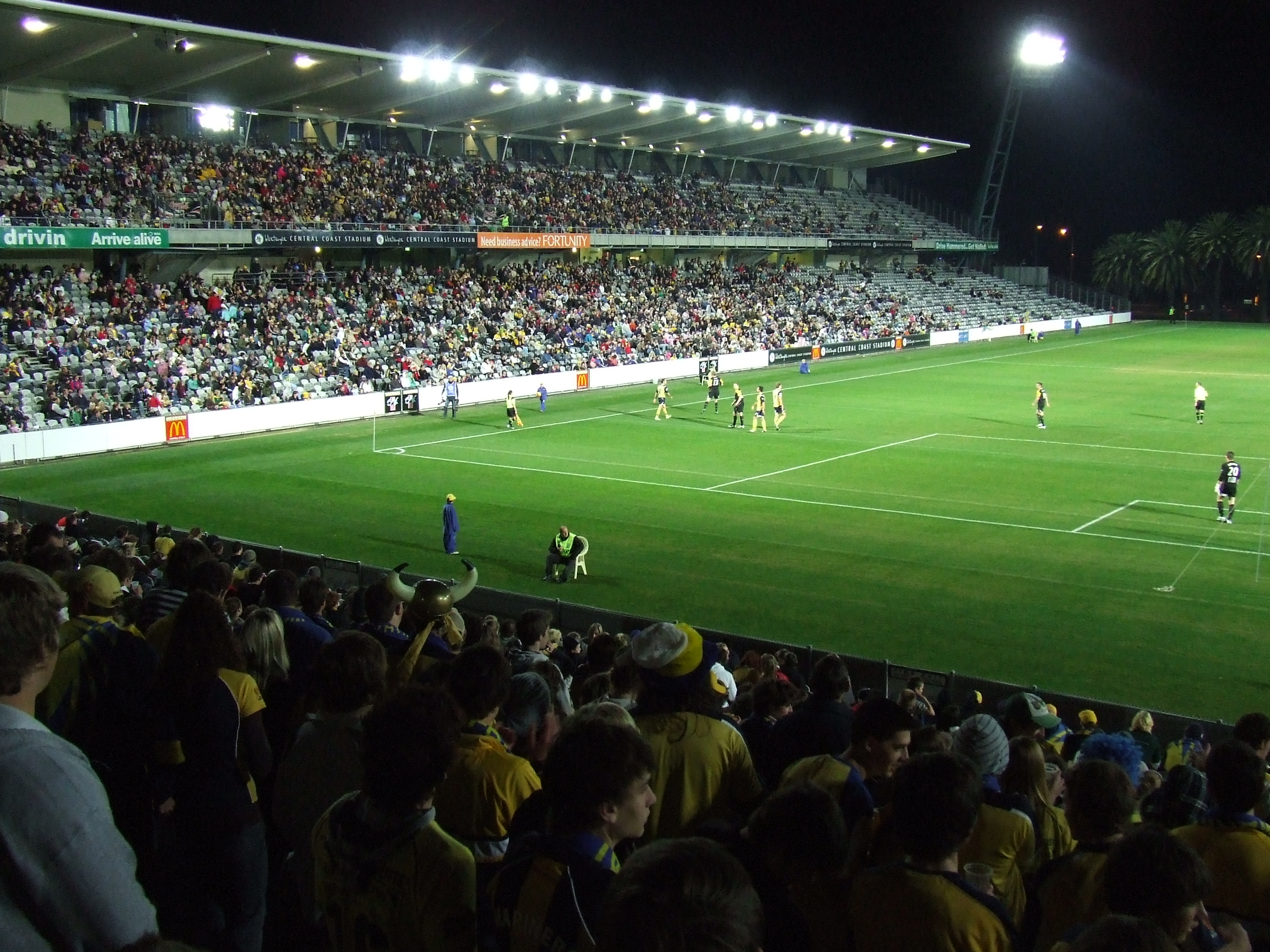

El Central Coast Stadium, conocido como Industree Group Stadium por razones de patrocinio, es un estadio multiusos de Gosford, en la Costa Central de Nueva Gales del Sur, Australia. El estadio fue inaugurado en febrero de 2000 y es la sede del Central Coast Mariners FC, que juega en la A-League. El estadio también alberga partidos de rugby union, rugby a 13 y otros eventos sociales importantes.
Diseñado originalmente para ser el estadio del North Sydney Bears de rugby, el estadio es rectangular y es inusual ya que sólo hay tres tribunas de asientos, ya que el extremo sur está abierto dando vistas al estuario Brisbane Water a través de una hilera de palmeras. Con una capacidad de 20 059 plazas sentadas desde 2012, el estadio es el segundo más pequeño de la A-League. Se encuentra a poca distancia del centro de Gosford y de la estación de ferrocarril.